# Michaelmas Reef
Michaelmas Reef är ett rev på Stora barriärrevet i Australien.   Det ligger cirka 40 km från Cairns i delstaten Queensland. I västra delen av revet finns en mindre ö, Michaelmas Cay, 